# Géographie du Nicaragua

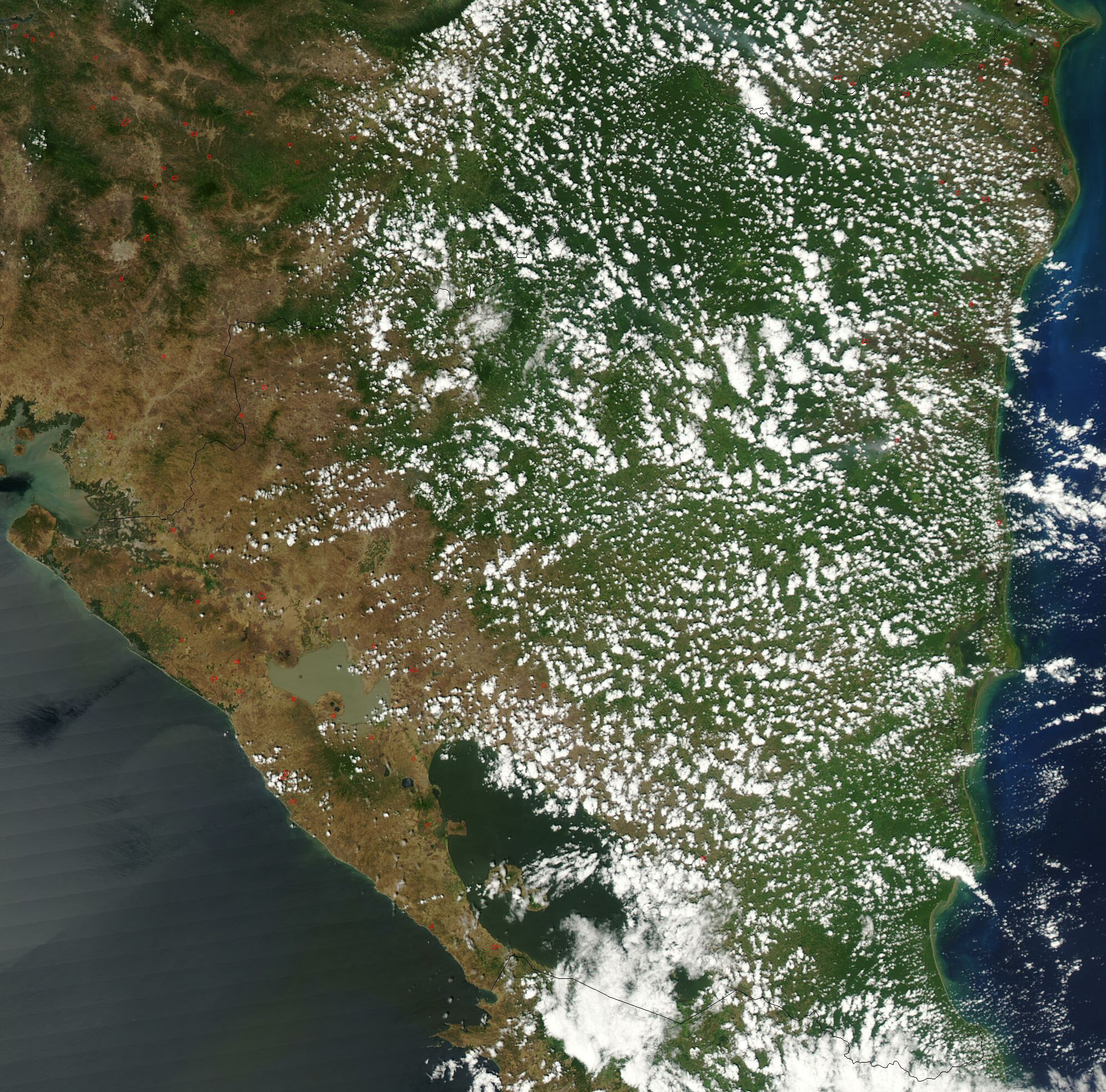
Image satellite (mars 2003)

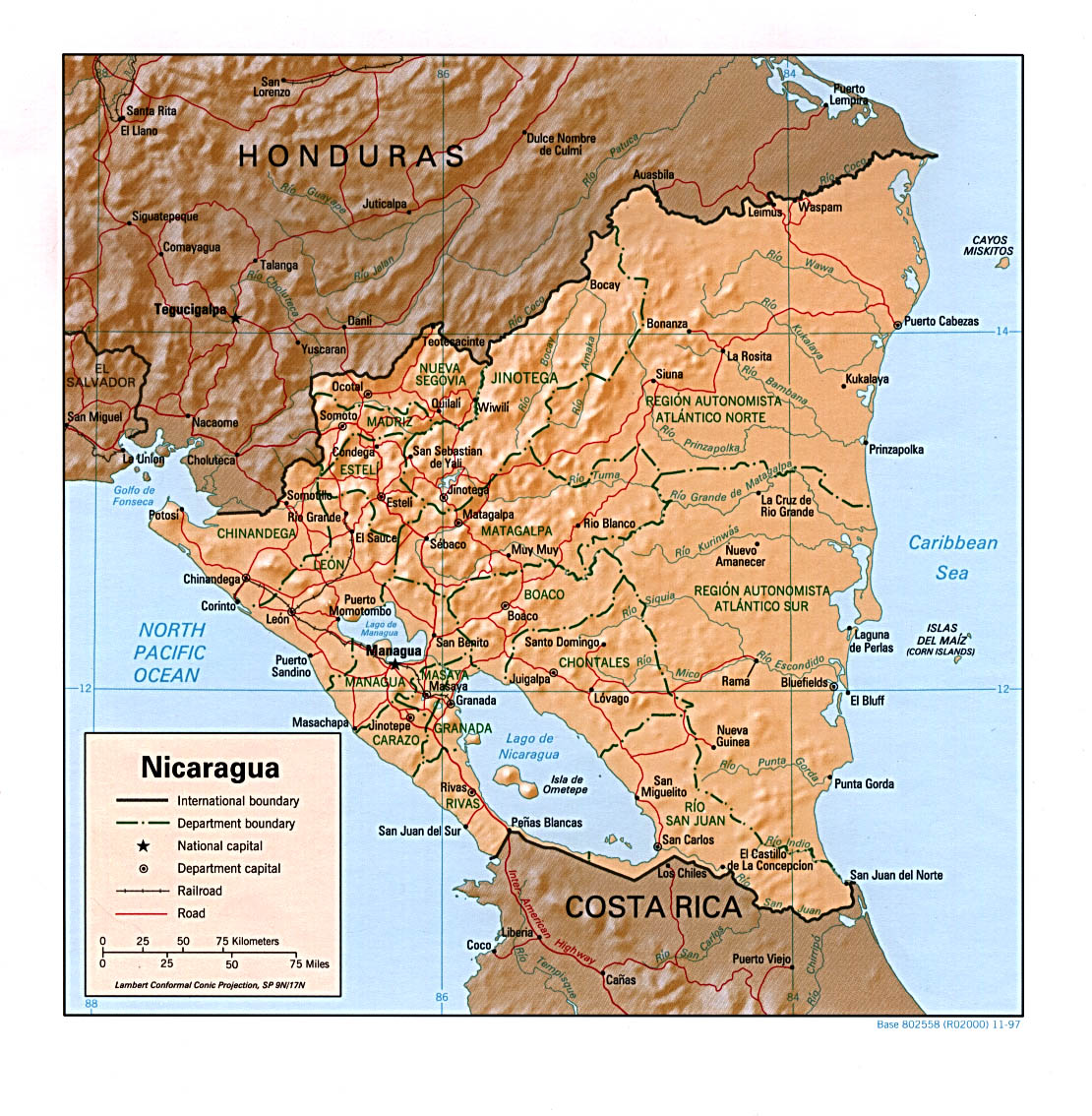
Relief du Nicaragua

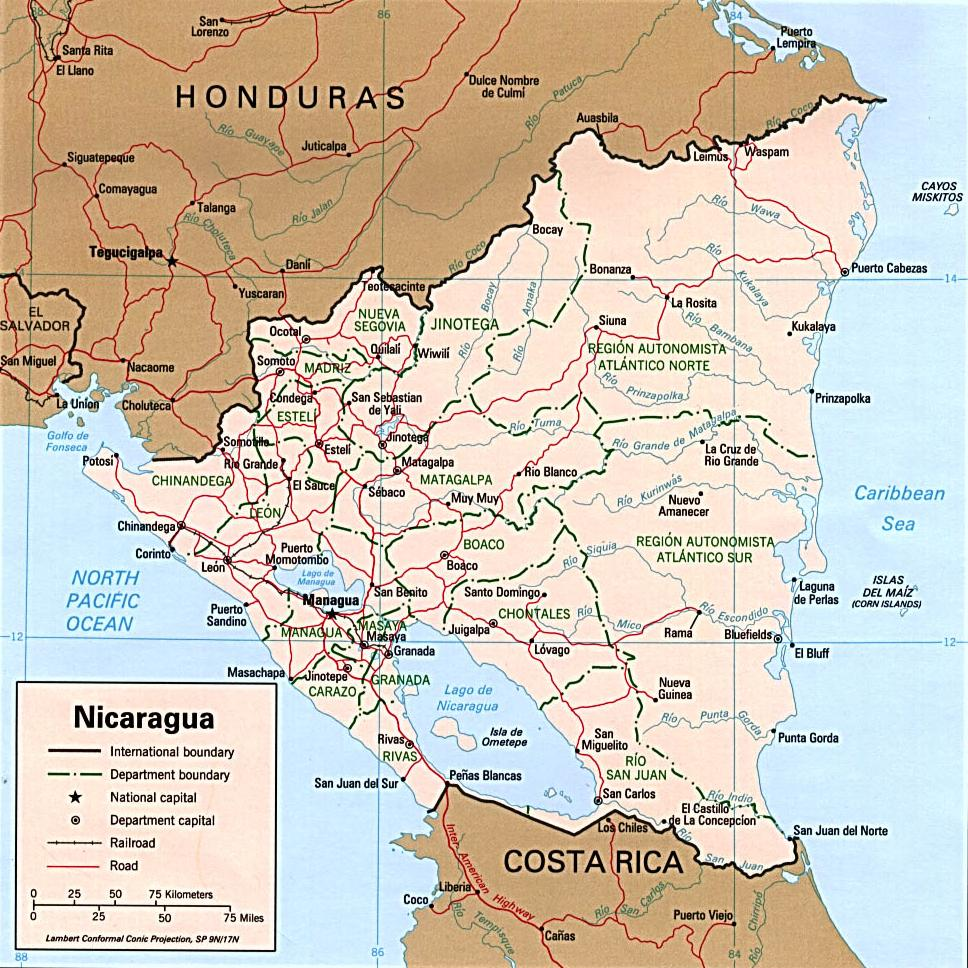
Carte politique du Nicaragua

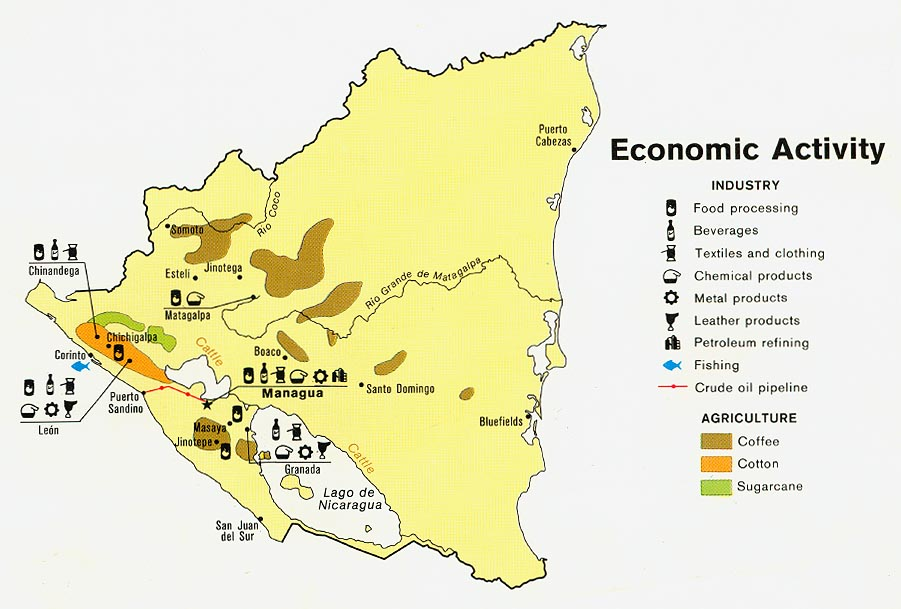
L'activité économique au Nicaragua, 1979

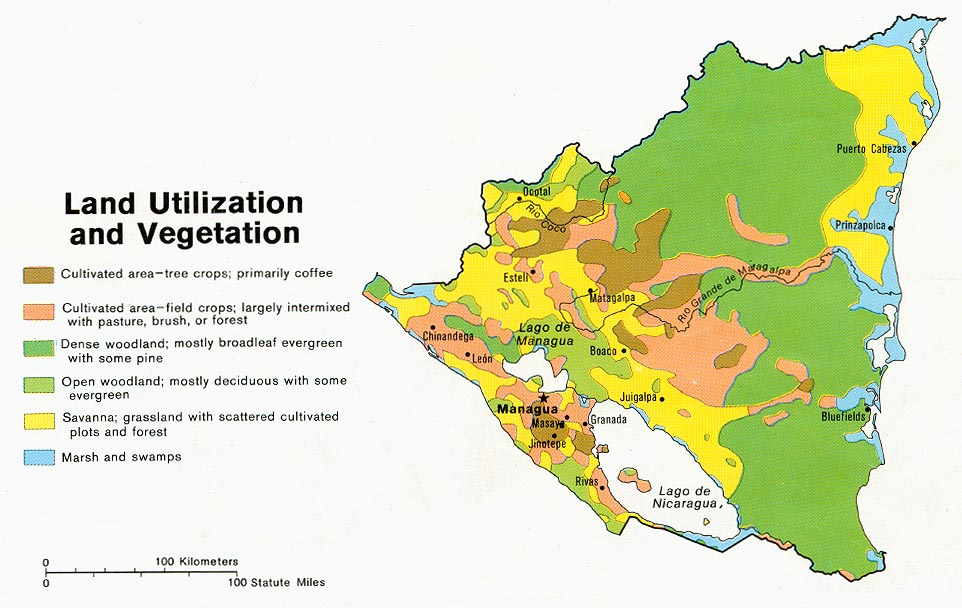
L'utilisation des terres au Nicaragua, 1979

Le Nicaragua est un pays d'Amérique centrale bordé par deux importantes façades maritimes, l'une à l'est par la mer des Caraïbes, l'autre à l'ouest par l'océan Pacifique, et il est limitrophe de deux pays, le Costa Rica au sud, et le Honduras au nord.
Le Nicaragua occupe une superficie de 129 494 km2 dont 120 254 km2 de terre. Par sa surface, il est le plus étendu des pays de l'Amérique Centrale se plaçant avant le Honduras et le Guatemala.
Surnommé à juste titre comme le "pays des lacs et des volcans", son territoire possède en effet le plus grand lac d'Amérique Centrale avec le lac Nicaragua, appelé également le lac Cocibolca. Ce dernier est le deuxième plus grand lac d'eau douce de l'Amérique latine après le lac Titicaca.
Un deuxième lac, le lac de Managua, ou lac Xolotlán, est situé à une cinquantaine de kilomètres au nord du lac Nicaragua, il est huit fois moins étendu que le premier mais sur sa bordure méridionale s'est étendue la capitale du pays, Managua.
Le pays compte environ 5,8 millions d'habitants.

## Description
Le Nicaragua est un pays relativement montagneux. Les plaines côtières (Caraïbe et Pacifique) s'élèvent progressivement vers la chaîne centrale (sédimentaire), où culmine le Mogoton (2 107 m).
Les plus hauts sommets se situent au nord, près de la frontière du Honduras. Le sud du pays, à la frontière du Costa Rica, est marécageux.
Les plaines qui longent le Pacifique sont ponctuées de nombreux volcans, notamment ceux de la cordillère des Maribios, et accueillent les deux grands lacs du pays, le lac Nicaragua (ou Cocibolba) et le lac de Managua. Le lac Nicaragua compte plusieurs îles, dont l'île volcanique d'Ometepe et l'archipel des Îles Solentiname. Les lacs représentent environ 7 % de la superficie du pays.
Autour de ces lacs, des rivières qui les alimentent et des fleuves qui les traversent et le long de la côte Pacifique vit la majorité de la population, dans des vallées humides, sur les flancs de montagnes et sur les plaines sèches de brousse. La partie est du pays, exposée aux fortes précipitations, ouragans et cyclones qui traversent régulièrement la mer des Caraïbes, est très peu peuplée, sauf sur quelques ports de la côte atlantique et sur les îles de la mer des Caraïbes.
Le pays est situé sur une zone tectonique active, et est souvent secoué par des tremblements de terre et les éruptions de ses nombreux volcans.
Le climat est tropical dans les basses terres, plus frais sur les plateaux. La côte caraïbe reçoit beaucoup plus de précipitations que la côte pacifique.
Administrativement, le pays est divisé en 15 départements (Boaco, Carazo, Chinandega, Chontales, Esteli, Granada, Jinotega, Leon, Madriz, Managua, Masaya, Matagalpa, Nueva Segovia, Rio San Juan, Rivas) et 2 régions autonomes (Atlantico Norte, Atlantico Sur).

## Données de base
Superficie - comparative :
légèrement plus petit que l'État de New York
Souveraineté maritime :
- zone contigüe : zone de sécurité de 25 milles nautiques
- plateau continental : prolongation naturelle
- eaux territoriales : 200 milles nautiques (370 km)

Ressources naturelles :
or, argent, cuivre, tungstène, plomb, zinc, bois, poisson
Utilisation des terres :
- terre arable : 9 %
- cultures : 1 %
- pâturages : 46 %
- bois et forêts : 27 %
- autre : 17 % (1993)

Surface irriguée : 880 km2 (1993)

## Hydrologie - Bilan hydrique du pays
De même que ses voisines d'Amérique centrale et les régions nord de l'Amérique du Sud jusqu'aux bouches de l'Amazone, le Nicaragua fait partie d'une des régions les plus arrosées de la planète (seulement dépassée par l'extrême sud-est de l'Asie).
D'après Aquastat, la hauteur d'eau annuelle moyenne des précipitations est de 2,391 mm, soit pour une superficie de 130 000 km2, un volume de précipitations annuelles de 310,86 km3 (soit bien plus que la moitié du chiffre de la France qui est de 477,98 km3).
De ce volume précipité, l'évapo-transpiration et les infiltrations consomment une quarantaine de %, soit 125,12 km3. Restent 185,74 km3 de ressources d'eau superficielle produites annuellement sur le territoire du pays (en interne). De plus une quantité de 4 km3 d'eau souterraine est produite chaque année, en interne également.
À ces ressources totales de 189,74 km3 produites en interne, il faut ajouter
6,95 km3 d'eau produits à l'étranger et qui font partie des ressources utilisables du pays, une fois la frontière franchie. Il s'agit du débit apporté du Costa Rica par divers
affluents du lac Nicaragua. Compte tenu de ces apports, les ressources totales en eau du pays se montent annuellement à 196,69 km3 (196,69 milliards de m3), soit, pour une population estimée à 6,5 millions d'habitants en 2008, environ 31 000 m3 d'eau par habitant, ce qui doit être considéré comme extrêmement élevé.

## Autres données
Environnement - engagements internationaux :
Le pays est signataire de : Biodiversité, Convention-cadre des Nations unies sur les changements climatiques, Protocole de Kyoto, Désertification, Espèce menacée, Convention de Bâle, Interdiction des essais nucléaires, Protection de la couche d'ozone, Zones humides
Le pays a signé, mais non ratifié Environmental Modification, Convention des Nations unies sur le droit de la mer.
Catastrophes naturelles : Le pays est sujet aux éruptions volcaniques, séismes, glissements de terrain, et ouragans.
Problèmes écologiques : déforestation, érosion des sols, pollution de l'eau, dégâts de l'ouragan Mitch...